# بوشيني أوغندي
بوشيني أوغندي (الاسم العلمي: Puccinia ugandana) هو نوع من الفطريات يتبع جنس البوشيني من فصيلة البوشينية.